# Catocala puerpera
Catocala puerpera  (лат.) — вид бабочек из семейства Erebidae. Распространён в Южной Европе, на Ближнем Востоке, в Восточной Азии и Северной Африке. Гусеницы питаются на тополе евфратском.